# The Willy Wonka Candy Company
Pour les articles homonymes, voir Wonka.

The Willy Wonka Candy Company.

La The Willy Wonka Candy Company était une marque de bonbons utilisant une licence issue du roman Charlie et la Chocolaterie de Roald Dahl et du personnage Willy Wonka. La marque a été fondée en 1971, coïncidant avec la sortie de la première adaptation cinématographique. La marque a été rachetée par Nestlé et Jubily Candy Company en 1988. La marque est commercialisée au Canada, aux États-Unis, au Mexique, au Brésil et au Royaume-Uni. En 2015, Nestlé change le nom de la marque pour « Nestle Candy Shop ». 
En 1983, la société Wonka nous propose un nouveau produit, les nerds, des petites billes de couleur qui sont aromatisées.

## Produits
- Bottle Caps
- Chew Everlastin '
- Dinosour Eggs
- Dweebs
- Everlasting Gobstopper
- FruiTart Chews
- Fun Dip
- Laffy Taffy
- Laffy Taffy "Flippers Flavor"
- Lik-M-Aid
- Nerds
- Nerds Rope
- Oompas
- Pixy Stix
- Punky de
- Runts
- Spree
- SWEETARTS
- SWEETARTS Rope
- SWEETARTS Shockers (aussi connu comme "Shock Tarts")
- SWEETARTS Squeeze
- Tart 'n' Tinys
- Wacky Wafers
- roches Volcano
- Super Skrunch Bar
- Wonka Bar
- Wonka Donutz
- Warheads Extreme sour Candy (en spray et en bille)